# Jamie Hunt
Pour les articles homonymes, voir James Hunt (homonymie) et Hunt.
Jamie Hunt (né le 20 avril 1984 à Calgary, Alberta au Canada) est un joueur professionnel canadien de hockey sur glace.

## Carrière de joueur
Hunt n'a jamais été repêché dans la LNH; après une saison avec les Canucks de Calgary de l'Alberta Junior Hockey League et trois dans la NCAA avec le Mercyhurst College, les Capitals lui offrirent un contrat de 2 ans. Il mena les défenseurs de la NCAA en 2005-06 avec 45 points en 33 matches.

## Statistiques
| Saison     | Équipe                       | Ligue      |    | Saison régulière | Saison régulière | Saison régulière | Saison régulière | Saison régulière |   | Séries éliminatoires | Séries éliminatoires | Séries éliminatoires | Séries éliminatoires | Séries éliminatoires |
| Saison     | Équipe                       | Ligue      | PJ | B                | A                | Pts              | Pun              | PJ               | B | A                    | Pts                  | Pun                  |                      |                      |
| 2002-2003  | Canucks de Calgary           | AJHL       | 63 | 8                | 20               | 28               | 35               | -                | - | -                    | -                    | -                    |                      |                      |
| 2003-2004  | Lakers du Mercyhurst College | NCAA       | 27 | 3                | 16               | 19               | 4                | -                | - | -                    | -                    | -                    |                      |                      |
| 2004-2005  | Lakers du Mercyhurst College | NCAA       | 38 | 5                | 12               | 17               | 36               | -                | - | -                    | -                    | -                    |                      |                      |
| 2005-2006  | Lakers du Mercyhurst College | NCAA       | 33 | 12               | 33               | 45               | 49               | -                | - | -                    | -                    | -                    |                      |                      |
| 2006-2007  | Bears de Hershey             | LAH        | 36 | 2                | 10               | 12               | 33               | -                | - | -                    | -                    | -                    |                      |                      |
| 2006-2007  | Capitals de Washington       | LNH        | 1  | 0                | 0                | 0                | 0                | -                | - | -                    | -                    | -                    |                      |                      |
| 2007-2008  | Bears de Hershey             | LAH        | 60 | 4                | 9                | 13               | 30               | 4                | 0 | 0                    | 0                    | 0                    |                      |                      |
| 2008-2009  | Augsburger Panther           | DEL        | 50 | 4                | 21               | 25               | 57               | 4                | 1 | 0                    | 1                    | 4                    |                      |                      |
| 2009-2010  | Wolves de Chicago            | LAH        | 42 | 6                | 11               | 17               | 17               | -                | - | -                    | -                    | -                    |                      |                      |
| 2010-2011  | Wolves de Chicago            | LAH        | 27 | 2                | 4                | 6                | 14               | -                | - | -                    | -                    | -                    |                      |                      |
| 2010-2011  | Graz 99ers                   | EBEL       | 10 | 0                | 2                | 2                | 4                | 4                | 1 | 1                    | 2                    | 0                    |                      |                      |
| Totaux LNH | Totaux LNH                   | Totaux LNH | 1  | 0                | 0                | 0                | 0                | -                | - | -                    | -                    | -                    |                      |                      |